# Pachycoris torridus
Pachycoris torridus är en insektsart som först beskrevs av Giovanni Antonio Scopoli 1772.  Pachycoris torridus ingår i släktet Pachycoris och familjen sköldskinnbaggar. Inga underarter finns listade i Catalogue of Life.